# Économie de l'Afghanistan
 (avril 2025).
L'économie de l'Afghanistan repose essentiellement sur l'agriculture. En raison de problèmes de sécurité intérieure persistants, de corruption endémique et de conflits larvés avec le Pakistan, et de son historique de conflits et d'occupations, le pays est en 2021 l'un des plus pauvres de la planète ; il est très fortement dépendant de l'aide internationale.
Vaste champ de ruines en 2001, le pays sort exsangue de 22 ans de conflits que le processus de Bonn (2001-2005) tente d'enrayer. De plus en plus perméable aux investissements étrangers, il bénéficie de l'aide de la communauté internationale, distribuée par le biais de l'ARTF (Fonds de reconstruction de l'Afghanistan géré par la Banque mondiale) et du LOFTA (Fonds Fiduciaire pour la Loi et l'Ordre). Mais sa principale source de revenus tient aux retombées du partenariat stratégique voulu par les États-Unis, contributeur privilégié et artisan de l’extension à ce pays du système généralisé de préférences (SGP).
C'est ainsi que 26,8 milliards de dollars américains ont été injectés entre 2001 et 2007 dans le circuit économique, avec pour corollaire un pays assisté, où l'État, otage des subsides étrangers ne contrôlerait que 23 % de l'aide internationale. Cette situation de dépendance n'est cependant pas nouvelle pour un pays longtemps considéré comme «l'extension économique et idéologique du Pakistan ».
En dépit de réserves considérables en métaux (lithium, fer, cuivre...), le pays demeure essentiellement agricole et la production de pavot reste sa principale manne financière. Selon les estimations annuelles de l'ONU, les surfaces dédiées à sa culture ont augmenté de 63 % par rapport à 2016, atteignant le record de 328 000 hectares cultivés en 2017. Le pays totalise ainsi près de 90 % de la production mondiale d'opium.

## Histoire

### Un État déficient
Le rôle de l'État est en 2006 réduit à la portion congrue, la Banque mondiale privilégiant le financement au secteur privé dans une optique libérale, et imposant le retrait de l’État du secteur de l’électricité. C’est donc pour l’essentiel au secteur privé que revient l’initiative dans les domaines des télécommunications, de l’énergie, des infrastructures d’irrigation et de stockage de l’eau. Même l’offre de santé, réduite aux seules cliniques privées, est abandonnée aux bons soins des ONG, dont le rôle global dans la reconstruction est sujet à controverses.

## Données macroéconomiques

### Les composantes du PIB côté demande

#### Échanges extérieurs
Selon le quai d'Orsay, l'Afghanistan représenterait 2 % des exportations françaises en Asie du Sud auxquels s'ajoute l'important volume des marchandises venues de France et réexportées depuis le Pakistan ou Dubaï.

### Communication
Les télécommunications mobiles sont en plein essor depuis la progressive ouverture du marché en 2002 et puis à nouveau en 2006. Depuis 2006 il y a 4 opérateurs de téléphonie mobile, Afghan Wireless, Roshan, MTN Group et Etisalat.
Certaines de ces compagnies disposent de moyens financiers considérables comme Roshan, qui appartient en partie au prince Karim Aga Khan IV et à la principauté de Monaco. De même Etisalat Afghanistan qui est une filiale du puissant opérateur telecom des Émirats arabes unis. Des opérateurs européens comme Organe Telecom, British Telecom ou des américains comme AT&T ne sont pas présents.
En date de septembre 2011, 16,8 millions de lignes mobiles.
La téléphonie fixe est gérée depuis 2006 par Afghan Telecom qui a été créée à ce moment et dont la mission est de reconstruire un réseau détruit pendant deux décennies de guerre. En 2011, il y a seulement 72 700 lignes fixes[réf. nécessaire].

### Transports
L'Afghanistan est un pays enclavé. Les moyens de transports intérieurs et internationaux ont été longtemps déficients.

#### Chemin de fer
Le premier tronçon de chemin de fer mesurant environ 75 km a été inauguré seulement en mai 2010, la ligne construite par la société nationale de chemin de fer Ouzbek doit relier à terme la frontière de l'Ouzbékistan avec la ville de Mazar-e Sharif. D'autres projets sont en route dont une ligne en construction en 2010 entre Herat et la frontière iranienne et deux projets sont en cours d’études par des firmes minières chinoises.

## Données sectorielles

### Secteur primaire

#### L'exploitation minière
Jusqu'ici handicapé par des infrastructures déficientes, l'Afghanistan possède des ressources minérales (charbon, gaz, pierres précieuses et minerais) pour l'heure très peu exploitées, estimées en juin 2010 à 908 milliards de dollars américains découvert, entre autres, par les études effectué par le VXS-1.
Les réserves en minerai de fer sont estimées à 420 milliards de dollars, celle de cuivre à 274 milliards, de niobium à 81 milliards, de cobalt à 50 milliards; Les réserves de lithium de l'Afghanistan seraient également comparables à celles de la Bolivie selon le New-York Times.

#### L’agriculture
Le secteur emploie 87 % de la population active et constitue 42 % du PIB, hors opium. En 2004, on estime que le pays dispose de 8,05 millions d'hectares de terres arables du pays et que 4,55 millions d'hectares de terres sont cultivées à cette date.
À la suite d’une période de sécheresse prolongée, la production céréalière (principalement blé et orge) s’était effondrée, subissant en 2000 une réduction de 44 % de son volume. Ce phénomène s’ajoutant à l’affaiblissement des cultures par les ravageurs et diverses maladies phytosanitaires, l’AID, Agence pour le développement international, a trouvé dans la fourniture aux paysans de semences génétiquement modifiée à haut rendement, une solution de fortune.
Ce qui est aujourd’hui une agriculture de subsistance pourrait être appelé, notamment par la voie de la filière horticole, à générer des produits d’exportations à forte valeur ajoutée. Le projet de financement est estimé à un milliard et demi de dollars.
Une relance de la culture de coton est aussi envisagée.
L'émirat islamique d'Afghanistan débute en 2022 la construction du canal de Qosh Tepa afin de cultiver une plus grande surface agricole.

### Secteur secondaire

#### Le secteur textile
Il se résume pour l’essentiel à la fabrication de tapis, emploie un million de personnes et génère, officiellement, le produit d’exportation le plus important du pays, soit 140 millions de dollars.
L’élevage contribue pour une faible part aux revenus, la taille du cheptel national étant moitié moins importante que celle de 1989. Ce qu’explique en partie la sécheresse des dernières années, dont les conséquences sur les moyens de subsistance des populations nomades, en plus de l’impact sur les revenus des agriculteurs-éleveurs, s’avèrent dramatiques. Les récents épisodes de grippe aviaire ont en outre affecté le secteur naissant de la volaille.

### Secteur tertiaire

#### Les services
Ils représentent 13 % du PIB, tandis que le dynamisme du secteur informel échappe par définition à tout chiffrage. Le petit commerce en partie basé sur le troc et les échanges de revenus (achat pour revendre) est l’autre aspect de cette économie souterraine.

## Travail et revenu

### La pauvreté
Le relèvement du niveau de vie décrit par certaines parties prenantes  et qui se manifesterait par la démocratisation de l'accès aux soins, la scolarisation d’une partie des jeunes Afghans, et par la construction en cours, à Kaboul, de 20 000 logements, rappelle les bons chiffres d’une croissance estimée pour l’exercice 2002-2003 à 28,6 % et pour l’année 2007 à 14 %.
Croissance qui ne devrait toutefois profiter qu’à la minorité la plus entreprenante, la population générale étant réputée l’une des plus pauvres de la planète. Le revenu annuel par habitant était de 335 dollars en 2006, les deux tiers de la population vivant avec moins de 2 dollars par jour. Le PIB par habitant est d'environ 40 dollars en 2007, ce qui en fait le plus faible au monde. Logiquement, les importations de biens d’équipement sont destinées aux seules classes moyennes et supérieures rentrées d’exil.
La sécheresse et les difficultés d’approvisionnement en eau potable génèrent famines et problèmes sanitaires. Problèmes amplifiés par l'impossibilité pour les habitants des milieux ruraux et montagneux, à accéder en hiver aux différents marchés et services. Amoindri par ces conditions de vie, l’Afghan moyen ne peut guère espérer vivre au-delà de 55 ans.

### Bonne santé du secteur bancaire
Bien que la plupart des échanges financiers restent le fait du hawala (réseau informel de transferts de fonds par courtiers), les établissements bancaires fleurissent. Depuis 2003, une quinzaine d’entre eux s’est ouverte, bénéficiant d’un cadre législatif sur les investissements privés particulièrement attractif (exemption de taxes à la clé).
La microfinance, en plein développement, propose aussi des services bancaires.

### Faiblesses

#### L’ampleur du trafic d’opium
La principale faiblesse de l’économie afghane vient précisément de ce qu’elle tend à se transformer en narco-économie. L’opium fait aujourd’hui vivre plus de 2 millions d’Afghans et génère des recettes évaluées à 2,5 milliards de dollars, soit 35 % du PIB en 2005. Une manne contre laquelle les autorités n'arrivent pas à lutter efficacement. Cette incapacité sert les Talibans qui, en captant une partie de l’argent financent leur guérilla contre le pouvoir en place. Outre les outils du développement et de la constitution d’un état de droit, l’une des solutions proposée par le Senlis Council, serait la reconversion de la culture du pavot à des fins médicinales, incitant les agriculteurs à privilégier une source légale de revenus.
En mai 2010, on annonce que la moitié des récoltes sont détruits par un champignon d'origine inconnue.
À ce trafic, s’ajoutent ceux des armes, des antiquités et des êtres humains.

#### Dépendance de l'aide internationale et des pays étrangers
Une grande partie du PNB est générée par les institutions militaires et civiles internationales installées depuis l’intervention de fin 2001 hors aide financière de la communauté mondiale. Ainsi, le seul département de la défense des États-Unis a effectué, pour l’année fiscale 2011, 6,1 milliards de dollars américains d’achats dans ce pays.
Depuis 2002, le pays est « sous perfusion », et l'aide internationale au développement représente en 2019 près de 4,3 milliards de dollars pour un PIB de 19,3 milliards. Le budget public est financé à 80 % par l'aide internationale, avant un gel de cette aide en août 2021 dans l'espoir de faire pression en faveur des droits humains sur les talibans.

## Ressources traditionnelles
Avant toute énumération, les tentatives de développement et de diversification de ces ressources sont découragées par le niveau des importations, s’élevant d’après Mohammad Amin Fahrang, ministre de l’Économie afghan, à 99 % des marchandises en circulation. Seul le marché du luxe destiné aux riches étrangers, explose.

## Dette
En 2022, la dette extérieure représentait 1.4 milliard de dollars,.